# Émile Touchet
Émile Touchet (1874-1944) est un astronome et photographe français, connu pour ses très nombreuses publications portant sur des  observations astronomiques et sur des communications relatives à la photographie. Il est secrétaire-adjoint de la Société Astronomique de France de 1900 à 1929, puis vice-président de 1929 à 1932.

## Biographie

### Une jeunesse parisienne
Émile Victor Nicolas Touchet naît le 24 juin 1874 au n°3 de la rue de Moscou à Paris 8e. Il est issu d’une famille évoluant dans le secteur bancaire : son père au Crédit Foncier, son grand-père et son grand-oncle à la Caisse d’Epargne de Paris.
Émile Touchet est initié très jeune aux sciences de la nature et à l'astronomie grâce à la lecture des livres de Camille Flammarion. Dès 1892, il débute sa formation auprès de Léon Jaubert qui vient de fonder l'Institut Populaire du Progrès. Cet Institut est situé dans un ancien pavillon de l'Exposition universelle de 1889 « construit dans les jardins du Trocadéro, au dessus de l'aquarium ». Il suit les « conférences populaires avec projections » de Léon Jaubert et de ses collaborateurs bénévoles. Il étudie à l'aide de télescopes « à court foyer et montés équatorialement sur des montures en fonte fort solides».
Il forme, sous l'égide de Léon Jaubert, l'École Populaire des Sciences avec Antonin Benoît, Henri Beuchat et Fernand Baldet, et en devient le Président.

### Une trentaine d’années au service de la Société Astronomique de France
Le 2 mai 1894, Émile Touchet est présenté à la séance de la Société Astronomique de France par André Jarson et Émile Bertaux, puis y est admis le 6 juin de la même année, en tant que 688ème membre. Il se liera d'amitié avec de jeunes astronomes avec lesquels il partagera de nombreuses heures d'observation, comme Ferdinand Quénisset, Fernand Baldet, Paul Jeantet, Gaëtan Blum, André Bloch ou Lucien Rudaux. Il réside alors au 36, rue de l'Annonciation, Paris 16e, et  exerce la profession d'employé au Crédit Foncier.
Exempté du service militaire pour problèmes de santé, il poursuit son activité au sein de l'Observatoire de la rue Serpente, suit « tous les phénomènes célestes importants », et envoie ses observations au Bulletin de la Société Astronomique de France. Il se consacre longuement à la photographie des éclairs. Dès l’année suivante, déjà pleinement engagé au sein de Société, il présente avec Antonin Benoît une nouvelle recrue, Lucien Goutard, en vue de son admission.
En 1896, il s'installe avec sa famille au 14, rue Antoine Rocher, Paris 16e, puis en 1897, au 3, Villa de l'Yvette, dans ce même arrondissement. Dès cette année-là, il se charge de rédiger chaque mois des articles dans le Bulletin de la Société Astronomique de France.
Le 26 avril 1900, il épouse à Paris, Marie Frosine Lasserre, née à Sévignacq-Meyracq, dans les Basses-Pyrénées (actuelles Pyrénées-Atlantiques). Dès lors, le couple emménage au 163, avenue du Maine, Paris 14e. Émile Touchet installe alors sur son balcon des appareils en vue d'observations et photographies du Ciel.
En 1900, il est lauréat du Prix des Dames, et succède à Gaston Armelin comme secrétaire-adjoint de la Société.
Dès 1903, il publie de nombreux articles dans des revues spécialisées, dont notamment la revue La Nature ou L'Année scientifique et industrielle.
Il anime différents cours et conférences à la Société Astronomique de France au sein de l’Hôtel des sociétés savantes de la rue Serpente, telles que la conférence sur l’orage du 5 août 1899 à Juvisy-sur-Orge, ou celle intitulée Une excursion dans l'univers sidéral en janvier 1904.
Le 3 juin 1908, à la suite de l'inauguration huit ans plus tôt d'une nouvelle coupole à l'Observatoire de la rue Serpente, une nouvelle Commission de direction est instituée. La présidence en est confiée à Aymar de La Baume Pluvinel. Émile Touchet devient un de ses membres.
Durant la guerre mondiale de 1914-1918, Émile Touchet est affecté à la Compagnie d'Ouvriers d'Aviation de Chalais-Meudon dès 1915, puis placé en sursis d'appel au titre de la Maison Farman à Billancourt pour y être employé à l'École Farman d'Étampes. Cette même année, il est détaché du Corps au même titre, comme directeur administratif de l'aérodrome d'Étampes.
Après être passé en 1917 au 21ème régiment d'Infanterie Coloniale, il est muté, en 1918, à l'usine Farman de Lyon. Mis en congé le 22 mars 1919, il se retire en cette même ville, au 6, rue Nicolaï.
Au sortir de la Grande Guerre, Émile Touchet reprend ses activités et publie À propos du phénomène des ombres volantes. En revanche, il ne reprend son poste de secrétaire-adjoint de la Société qu'à la séance du 7 avril 1920.
Avec  son ami Léon Gimpel, il met au point un procédé de vision en relief par les anaglyphes, qu’il détaille dans l’article Les anaglyphes, publié dans la Revue française de photographie.
A l’occasion du décès en 1925 de Camille Flammarion, il publie plusieurs articles commémoratifs en 1925 qui retracent le parcours du célèbre astronome : un article intitulé Camille Flammarion dans la revue La Nature, ainsi qu’un article intitulé La vie et l’œuvre de Camille Flammarion dans la revue L’Astronomie. Ce dernier article donnera lieu trois ans plus tard à la réalisation de l’ouvrage Camille Flammarion-Sa vie, son œuvre, qu’il publie en 1928.
Il diversifie ses activités en participant à de nombreuses émissions  depuis la station radiotéléphonique de l'École Supérieure des P.T.T., et  anime avec André Hamon une  chronique scientifique le 2e lundi de chaque mois, intitulée Un quart d'heure astronomique.

### Une retraite pyrénéenne
En 1929, la maladie le contraint à quitter Paris pour Sévignacq-Meyracq. Il abandonne ses fonctions actives à la Société Astronomique de France, dont il est nommé vice-président. Il exerce ces fonctions de 1929 à 1932, puis devient membre du comité de rédaction de la revue L'Astronomie.
En 1937, il publie dans la revue La Nature, sous le titre Le cinquantenaire de la Société Astronomique de France, un article de référence sur l’histoire de la Société Astronomique de France, où il relate la création et le développement de la Société par Camille Flammarion.
Dans son village de la vallée d’Ossau, il s’adonne également à sa passion de la photographie, et fixe sur la pellicule de nombreuses vues des paysages pyrénéens.
Durant la seconde guerre mondiale, Émile Touchet publie de nombreux articles depuis les Pyrénées, dont notamment : 
- le tremblement de Terredu 24 novembre 1941, 
- l'éclipse de Lune du 2-3 mars 1942.
Il décède le 4 juin 1944, à Sévignacq-Meyracq. Jusqu'à son décès, Il aura poursuivi ses observations et publications astronomiques.
Il laisse derrière lui de très nombreuses publications dans différentes revues scientifiques. En particulier, il aura rédigé dans la revue La Nature entre 1903 et 1939 un très grand nombre de publications : dans le domaine de l’astronomie (rubriques Bulletin Astronomique, Mathématiques et Astronomie), ou dans le domaine de la photographie (rubrique Sciences appliquées/Photographie).
Son ami Fernand Baldet, président de la Société Astronomique de France, lui consacre un long article commémoratif dans la revue L’Astronomie de 1946, où il retrace sa brillante carrière.
Émile Touchet est enterré au pied des Pyrénées, au cimetière de Sévignacq-Meyracq, à quelques mètres de la tombe de son ami photographe Léon Gimpel. La Société Astronomique de France a apposé sur sa tombe une plaque commémorative, portant la mention : « La Société Astronomique de France à son secrétaire Mr Émile Touchet ».

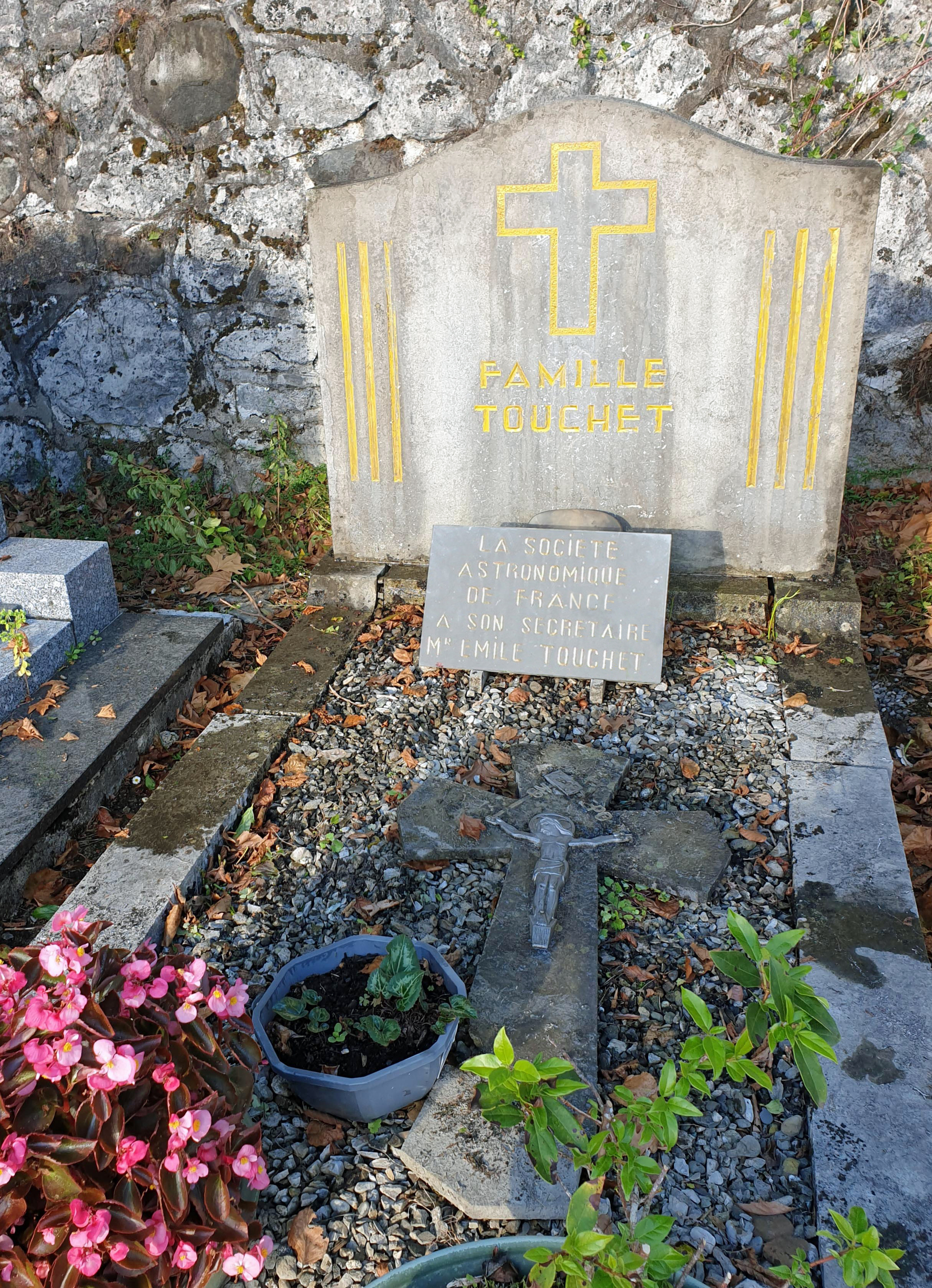
Tombe d'Émile Touchet (Sévignacq-Meyracq)

À un an du cent cinquantième anniversaire de sa naissance, une exposition au musée d'Ossau à Arudy, intitulée « Émile Touchet, de l'Ossau à la Lune » rend un vibrant hommage à l'astronome et  photographe qui a immortalisé la Vallée d'Ossau par ses nombreux clichés.

## Publications
- Camille Flammarion-Sa Vie, son Œuvre, E. Touchet, brochure de 64 pages avec un portrait du Maître, 1928
- Les anaglyphes, Léon Gimpel et Émile Touchet, La Revue Française de Photographie, n°105, du 1er mai 1924
- La voûte céleste en février 1935, E. Touchet, dans la revue L’Association médicale : organe de l’association médicale mutuelle de la Seine et de la Seine-et-Oise, du 1er janvier 1935
- Très nombreux articles publiés dans les revues L’Astronomie, La Nature, Ciel et Terre, etc.